# Emil Erlenmeyer
Richard August Carl Emil Erlenmeyer ali tudi samo Emil Erlenmeyer, nemški kemik, * 28. junij 1825, Wehen, vojvodina Nassau (zdaj Taunusstein, Nemčija), † 22. januar 1909, Aschaffenburg.
Njegovo ime je znano predvsem po Erlenmeyerjevem pravilu in kosu steklovine, ki je dobilo ime po njem – erlenmajerica.

## Zgodnje življenje in študij
Bil je sin protestantskega duhovnika Gottfrieda Erlenmeyerja. Živel je s 4 brati in 3 sestrami. Njegov študij se je začel z medicino, po udeležitvi predavanj Justusa von Liebiga, ki je bil biokemik in začetnik organske kemije, pa je spremenil smer študija v kemijo.
Leta 1846 je šel v Heidelberg, kjer je študiral fiziko, botaniko in mineralogijo in se vrnil v Giessen leta 1847. Po asistiranju Heinrichu Willu in Carlu Remigius Freseniusu, ki je poznan po njegovih študijah analizne kemije, se je Erlenmeyer odločil posvetiti farmacevtski veji kemije. Iz tega razloga je v kraju Nassau opravil državne farmacevtske teste in kmalu zatem vodil dve apoteki, najprej v Katzenelnbogenu in nato še v Wiesbadnu. Ker pa je ugotovil, da farmacija ni tisto, kar bi mu bilo po godu, se je vrnil h kemiji in končal doktorat iz raziskovanja številnih kristaliničnih spojin (veliko zanimanje Roberta Bunsena) v Giessnu leta 1850 pri svojih 25 letih. 

## Zaposlitev
Leta 1855 se je preselil v Heidelberg, zato da bi lahko delal z gnojili v laboratoriju Roberta Bunsena. Želel je poučevati, ampak sodelavci Roberta Bunsena niso imeli dovoljenja za privatno učenje študentov. Erlenmeyer je to pravilo zaobšel in z ženino pomočjo spremenil svojo malo lopo v privaten laboratorij in začel sprejemati privatne študente. V tem času je veliko potoval, tako je spoznal tudi Augusta Kekuleja, s katerim je potem začel poučevati skupaj v Heidelbergu leta 1863. Kasneje, ko se je Kekule preselil, je Erlenmeyer postal urednik časopisa za kemijo (Zeitschrift der Chemie).  Leta 1868 je dobil službo v Munichu kot profesor za nadzor laboratorijev tamkajšnje politehnične šole. Ta naziv je obdržal do leta 1883, ko je s poučevanjem prenehal.

## Delo
Njegovo delo je bilo večinoma usmerjeno v teoretično kemijo, kjer je predlagal formulo naftalena (ogljikovodikove organske spojine sestavljene iz 10 ogljikovih in 8 vodikovih atomov – to je tudi najenostavnejši policiklični aromatski ogljikovodik ) ter formuliral Erlenmayerjevo pravilo (pravilo govori o ketoenolni tavtomeriji – sprememba enola, pri katerem je hidroksilna skupina vezana na ogljikov atom, ki je povezan z drugim ogljikovim atomom z dvojno vezjo v keton oziroma aldehid, če se le ta ogljikov atom nahaja na koncu ogljikovodikove verige).
Njegove praktične raziskave so bile osredotočene večinoma na alifatske spojine (enostavnejše spojine, ki niso aromatske). Leta 1859 je sintetiziral 1-aminoheksanojsko kislino (ki se dandanes največ uporablja pri sintezi najlona 6) in nadaljeval raziskave na področju albuminoidov (vrsta globuralnih proteinov – najbolj znan med njimi je serumski albumin) pri njihovi hidrolizi (reakcija spojine z vodo). Posvečal se je metodam za določitev relativne količine levcina in tirozina (dve od 20 esencialnih aminokislin v človeškem telesu) katera sta ustvarjena med degradacijo (razgradnjo na preprostejše komponente) nekaterih spojin iz področja albuminoidov.
Leta 1860 je kot prvi razumel naravo glicidov (spojin z glicerolom) in njihovo podobnost z glicerolom (propan 1,2,3-triol) na podoben način kot sta si podobni metafosforna kislina (z enostavno formulo HPO3) in ortofosforna kislina (s formulo H3PO4).
V sledečem letu je raziskoval vpliv koncentrirane jodovodikove kisline HI aq na glicerol in pri tem pokazal da je nastali produkt v večini bil izopropil jodid ter ne propil jodid. Njegova odkritja na področju višjih alkoholov (alkoholov alifatskih acikličnih ogljikovodikov z več kot 1 ogljikovim atomom ), ki nastanejo med fermentacijo  so vodila do pomembnega dokaza, da ti alkoholi ne spadajo v normalno serijo.
Njegovo ostalo delo je vključevalo izolacijo glikolne kisline (hidroksietanojske kisline) iz nezrelih grozdov leta 1864, sintezo natrijevega oksalata iz natrijevega formata s segrevanjem ter eliminacijo  vodika leta 1868, hidrolizo etra (dietil eter) v prisotnosti vode do alkohola (etanola) leta 1858, sintezo fenil mlečne kisline (derivat mlečne kisline, pri katerem je en od vodikov zamenjan z aromatskim obročem) leta 1880, sintezo piruvinske kisline (najeenostavnejše alfa keto kisline – kislina, ki ima na drugem ogljikovem atomu ketonsko skupino) z destilacijo vinske kisline (2,3-dihidroksibutandiojska kislina) leta 1881 ter formacijo karbostirila iz kinolina (aromatski dušikovi spojini) leta 1885.
Njegove raziskave na področju aromatskih serij vključujočih izomer cimetove kisline (3-fenil akrilne kisline) in sintezo tirozina (4-hidroksifenilalanina) iz fenilalanina (dveh aromatskih aminokislin) leta 1882.
Odkril je tudi erlenmajerico, ki je danes pomemben del laboratorijske opreme oz. inventarja v kemiji in farmaciji.

## Ugotovitve
Leta 1875 je z nitracijo benzojske kisline (najenostavnejša aromatska karboksilna kislina) ovrgel prevladujoče mnenje, da obstajajo več kot tri nitrobenzojske kisline (orto, meta ter para izomeri).
Leta 1860 je predstavil opis stožčaste bučke, ki po njem tudi nosi ime (erlenmajerica – največ se jo uporablja za titracije, saj s svojo obliko preprečuje polivanje vsebine).  
Njegova dela vodijo do boljšega razumevanje biokemičnih procesov v naravi.
Nove organske spojine (npr. maščobe ali trigliceridi) lahko nastanejo s segrevanjem že poznanih spojin.